# Liste des sociétés savantes de Bretagne
La Liste des sociétés savantes de Bretagne est une liste non exhaustive, de sociétés savantes actives en Bretagne. 

## Situées en Région Bretagne

### 22 - Côtes-d'Armor
- Association de la sauvegarde du patrimoine culturel du Mené, Collinée[1] ;
- Association pour la recherche et la sauvegarde des sites archéologiques du Trégor (ARSSAT), Lannion[2] ;
- Centre généalogique des Côtes-d'Armor (CG22), Saint-Brieuc[3] ;
- Centre régional d'archéologie d'Alet (CeRAA), Saint-Malo[4] ;
- Association de la sauvegarde du patrimoine culturel du Mené, Collinée[5] ;
- Société d'émulation des Côtes-d'Armor, Saint-Brieuc[6] ;
- Société d'études historiques et archéologiques du Goëlo (SÉHAG), Paimpol[7] ;

### 29 - Finistère
- Centre généalogique et historique du Poher (CGHP), Carhaix-Plouguer[8] ;
- Centre généalogique du Finistère ;
- Centre international de recherche et de documentation sur le monachisme celtique (CIRDOMOC), Landévennec[9] ;
- Société archéologique du Finistère (SAF), Quimper[10] ;
- Société d'études de Brest et du Léon (SEBL), Brest[11] ;
- Société finistérienne d'histoire et d'archéologie (SFHA), Quimper[12] ;
- Société d'histoire du pays de Kemperle (SHPK), Quimperlé[b] ;

### 35 - Ille-et-Vilaine
- Association malouine des amis de Jacques Cartier (AMAC) - Saint-Malo[14]
- Association pour la diffusion des recherches archéologiques dans l'Ouest de la France (RAO), Rennes[15] ;
- Association pour la protection du patrimoine historique redonnais (APPHR), Redon[16] ;
- Club javénéen d'histoire locale, Javené[17] ;
- Dastum, Rennes[18] ;
- Société archéologique et historique d'Ille-et-Vilaine (SAHIV), Rennes[19] ;
- Société d'histoire et d'archéologie de l'arrondissement de Saint-Malo (SHAASM), Saint-Malo[20] ;
- Société d'histoire et d'archéologie du pays de Fougères (SHAP Fougères), Fougères[21] ;
- Société d'histoire et d'archéologie de Bretagne/Fédération des sociétés historiques de Bretagne (SHAB/FSHB), Rennes[22] ;
- Société d'histoire et d'archéologie de l'arrondissement de Saint-Malo (SHAASM), Saint-Malo[23].
- Société Géologique et Minéralogique de Bretagne (SMGB), Rennes[24] ;
- Union généalogique Bretagne-Pays de Loire, Rennes[24] ;
- Union généalogique de la Bretagne historique (UGBH), Rennes[25].

### 56 - Morbihan
- Association culturelle de sauvegarde et de mise en valeur du patrimoine arzonnais (ASPA), Arzon[26] ;
- Association des amis du musée de la Compagnie des Indes et des collections de la ville de Lorient, Lorient[27] ;
- Association des écrivains bretons (AEB), Vannes[28] ;
- Association La Mouette - Ile de groix[29] ;
- Centre d'animation historique du pays de Port-Louis (CAH du pays de Port-louis), Port-Louis[30] ;
- Centre d'études et de recherches archéologiques du Morbihan (CERAM), Vannes[31] ;
- Comité d'histoire du pays de Plœmeur (CHPP), Plœmeur[32] ;
- Comité d'information et de liaison pour l'archéologie, l'étude et la mise en valeur du patrimoine industriel (CILAC), Vannes[33] ;
- Comité d’histoire locale de Gestel, Gestel[34] ;
- Damgan et son histoire, Damgan[35] ;
- Groupe d'histoire du pays de Baud, Baud[36] ;
- Les amis de Vannes, Vannes[37] ;
- Société d'archéologie et d'histoire du pays de Lorient (SAHPL), Lorient[38] ;
- Société archéologique du Morbihan, Vannes[39] ;
- Société d'histoire et d'archéologie du Pays d'Auray (SHAPA), Auray[40] ;
- Société historique de Belle-Île-en-mer (SH.BI), Locmaria[41] ;
- Société polymathique du Morbihan (SPM), Vannes[42].

## Situées en Région Pays de la Loire
Dans cette région ces sociétés savantes de Bretagne sont situées dans le département 44 - Loire Atlantique :
- Association d'études préhistoriques et historique des pays de la Loire (AEPHPLP), Nantes[43] ;
- Association de recherches sur la région d'Ancenis (ARRA), Ancenis[44] ;
- Association mycologique de l'ouest de la France (AMO), Brains[45] ;
- Association préhistorique et historique de la région nazairienne (APHRN), Saint-Nazaire[46] ;
- Comité nantais de documentation historique de la Marine, Nantes[47] ;
- Société académique de Nantes et de Loire-Atlantique (SANLA), Nantes[48] ;
- Société des amis de Guérande (SAG), Guérande[49] ;
- Société archéologique et historique de Nantes et de Loire-Atlantique (SAHNLA), Nantes[50] ;
- Société des amis du Croisic (Les amis du Croisic), Le Croisic[51] ;
- Société des historiens du pays de Retz (SHPR), La Bernerie-en-Retz[52] ;
- Société des Sciences Naturelles de l'Ouest de la France (SSNOF), Nantes[53] ;
- Société nantaise de préhistoire (SNP), Nantes[54].